# (9842) Funakoshi
(9842) Funakoshi (1989 AS1) – planetoida z pasa głównego asteroid okrążająca Słońce w ciągu 3,37 lat w średniej odległości 2,25 j.a. Odkryta 15 stycznia 1989 roku.